# Güləzi
Güləzi è un comune dell'Azerbaigian situato nel distretto di Quba. Conta una popolazione di 1 375 abitanti.